# Трай, Эжен
Эжен Трай (нидерл. Eugène Traey; 11 апреля 1915, Амстердам — 29 мая 2006, Эдегем) — бельгийский пианист и музыкальный педагог.
Окончил Антверпенскую консерваторию, где занимался по классам фортепиано у Эммануэля Дюрле, гармонии — у Эдварда Ферхейена (нидерл. Edward Verheyen), контрапункта — у Лодевийка Мортельманса; затем брал уроки у Робера Казадезюса и Вальтера Гизекинга. Выступал в дуэте со скрипачами Жаном Лораном и Артюром Грюмьо, с 1960 г. играл в фортепианном дуэте с Фредериком Геверсом.
С 1947 г. преподавал в Антверпенской консерватории (среди его учеников, в частности, Йос ван Иммерсел), в 1968—1980 гг. был её директором. В 1981—1995 гг. председатель жюри Международного конкурса имени королевы Елизаветы. Трижды входил в жюри Международного конкурса имени Чайковского (1970, 1974, 1990).
В 2001 г. король Бельгии Альберт II присвоил Траю титул барона.